# Henry Roth
Henry Roth (1906-1995) és un novel·lista estatunidenc d'origen jueu que va néixer l'any 1906 a Týsmenytsia (Ти́смениця) o Tysmenitz, enclavada en la província austrohongaresa de Galítsia, l'actual óblast d'Ivano-Frankivsk, Ucraïna, i va morir a Alburquerque, Nou Mèxic (EUA), l'any 1995. Pels volts de 1909, ja havia immigrat amb la seva família als EUA, i es van establir a la ciutat de Nova York. El 1934 publica la novel·la Digueu-ne son Arxivat 2008-09-21 a Wayback Machine., que no va rebre el reconeixement ni del públic ni de la crítica, passant totalment desapercebuda, fet que va motivar que cremés bona part dels seus mecanoscrits. La seva vida va transcórrer allunyada dels àmbits literaris i va desenvolupar els oficis més diversos com a criador d'ànecs o professor de matemàtiques. El 1964 es va reeditar Digueu-ne son que de seguida es va convertir en un èxit arribant a vendre més d'un milió d'exemplars, i a la qual avui ja ningú no dubta en considerar-la un clàssic de la literatura universal. Al voltant dels vuitanta anys va començar a escriure una tetralogia autobiogràfica titulada Mercy of a Rude Stream.

## Nota
No s'ha de confondre amb l'altre escriptor jueu estatsunidenc Philip Roth, ni amb l'escriptor d'origen jueu de Galítsia, Joseph Roth (Brody - en ucraïnès: Броди, en jiddisch: בּראָד, transcrit: Brod -, Galítsia, 1894 - París, 1939), que escrivia en llengua alemanya.